# Generali Open 2020
Il Generali Open 2020 è stato un torneo di tennis maschile giocato sulla terra rossa. È stata la 75ª edizione dell'evento, appartenente alle ATP Tour 250 nell'ambito dell'ATP Tour 2020. Si è giocata al Tennis Stadium Kitzbühel di Kitzbühel, in Austria, dall'8 al 13 settembre 2020, diversamente dagli anni precedenti, quando il torneo si teneva tra fine luglio e inizio agosto, a causa della pandemia di COVID-19.

## Partecipanti

### Teste di serie
| Giocatore | Nazione              | Ranking* | Testa di serie |
| --------- | -------------------- | -------- | -------------- |
| Italia    | Fabio Fognini        | 12       | 1              |
| Argentina | Diego Schwartzman    | 13       | 2              |
| Serbia    | Dušan Lajović        | 24       | 3              |
| Georgia   | Nikoloz Basilašvili  | 30       | 4              |
| Polonia   | Hubert Hurkacz       | 33       | 5              |
| Giappone  | Kei Nishikori        | 34       | 6              |
| Argentina | Guido Pella          | 17       | 7              |
| Spagna    | Albert Ramos Viñolas | 41       | 8              |

* Ranking al 31 agosto 2020.

### Altri partecipanti
I seguenti giocatori hanno ricevuto una wildcard per il tabellone principale:
- Dennis Novak
- Jannik Sinner
- Emil Ruusuvuori
- Sebastian Ofner
- Philipp Kohlschreiber

I seguenti giocatori sono passati dalle qualificazioni:

- Pierre-Hugues Herbert
- Maximilian Marterer
- Marc-Andrea Hüsler
- Federico Delbonis
- Laslo Đere
- Yannick Hanfmann

### Ritiri
Prima del torneo
- Félix Auger-Aliassime → sostituito da  Aleksandr Bublik
- Roberto Bautista Agut → sostituito da  Guido Pella
- Matteo Berrettini → sostituito da  Miomir Kecmanović
- Pablo Carreño Busta → sostituito da  Radu Albot
- Alex de Minaur → sostituito da  Feliciano López
- Taylor Fritz → sostituito da  João Sousa
- Cristian Garín → sostituito da  Albert Ramos Viñolas
- Andrey Rublëv → sostituito da  Yoshihito Nishioka
- Denis Shapovalov → sostituito da  Jordan Thompson
- Dominic Thiem → sostituito da  Juan Ignacio Londero
- Alexander Zverev → sostituito da  John Millman

## Partecipanti al doppio

### Teste di serie
| Nazione     | Giocatore         | Nazione    | Giocatore        | Ranking* | Testa di serie |
| ----------- | ----------------- | ---------- | ---------------- | -------- | -------------- |
| Spagna      | Marcel Granollers | Colombia   | Horacio Zeballos | 19       | 1              |
| Croazia     | Ivan Dodig        | Slovacchia | Filip Polášek    | 19       | 2              |
| Austria     | Oliver Marach     | Slovacchia | Jürgen Melzer    | 57       | 3              |
| Stati Uniti | Austin Krajicek   | Croazia    | Franko Škugor    | 72       | 4              |

* Ranking al 31 agosto 2020.

### Altri partecipanti
Le seguenti coppie hanno ricevuto una wildcard per il tabellone principale:
- Lucas Miedler /  Dennis Novak
- Sebastian Ofner /  Jurij Rodionov

## Punti e montepremi
| Evento    | V        | F        | SF       | QF      | 2T      | 1T      | Q    | Q2   | Q1      |
| Singolare | 250      | 150      | 90       | 45      | 20      | 0       | 12   | 0    | 6       |
| Doppio    | 250      | 150      | 90       | 45      | N.D.    | 20      | N.D. | N.D. | N.D.    |
| Singolare | € 24 880 | € 19 795 | € 13 195 | € 9 240 | € 7 425 | € 5 415 | € 0  | € 0  | € 2 645 |
| Doppio    | € 8 840  | € 6 450  | € 5 120  | € 3 790 | N.D.    | € 2 850 | N.D. | N.D. | N.D.    |

## Campioni

### Singolare
Miomir Kecmanović ha battuto in finale  Yannick Hanfmann con il punteggio di 6-4, 6-4.
- È il primo titolo in carriera per Kecmanović.

### Doppio
Austin Krajicek e  Franko Škugor hanno battuto in finale  Marcel Granollers e  Horacio Zeballos con il punteggio di 7–6(5), 7-5.